# Unterried (Gemeinde Ramsau)
Unterried ist eine Ortschaft und eine Katastralgemeinde der Gemeinde Ramsau im Bezirk Lilienfeld in Niederösterreich.

## Geschichte
Laut Adressbuch von Österreich waren im Jahr 1938 in Unterried ein Holzwarenerzeuger, ein Geräteerzeuger und mehrere Landwirte ansässig. Zudem gab es im Ort die Pension „Sonnhof“.

## Siedlungsentwicklung
Zum Jahreswechsel 1979/1980 befanden sich in der Katastralgemeinde Unterried insgesamt 49 Bauflächen mit 25.471 m² und 58 Gärten auf 170.439 m², 1989/1990 gab es 52 Bauflächen. 1999/2000 war die Zahl der Bauflächen auf 302 angewachsen und 2009/2010 bestanden 156 Gebäude auf 302 Bauflächen.

## Bodennutzung
Die Katastralgemeinde ist landwirtschaftlich geprägt. 207 Hektar wurden zum Jahreswechsel 1979/1980 landwirtschaftlich genutzt und 182 Hektar waren forstwirtschaftlich geführte Waldflächen. 1999/2000 wurde auf 175 Hektar Landwirtschaft betrieben und 216 Hektar waren als forstwirtschaftlich genutzte Flächen ausgewiesen. Ende 2018 waren 167 Hektar als landwirtschaftliche Flächen genutzt und Forstwirtschaft wurde auf 216 Hektar betrieben. Die durchschnittliche Bodenklimazahl von Unterried beträgt 27,1 (Stand 2010).